# Übersetzungsdienstleister

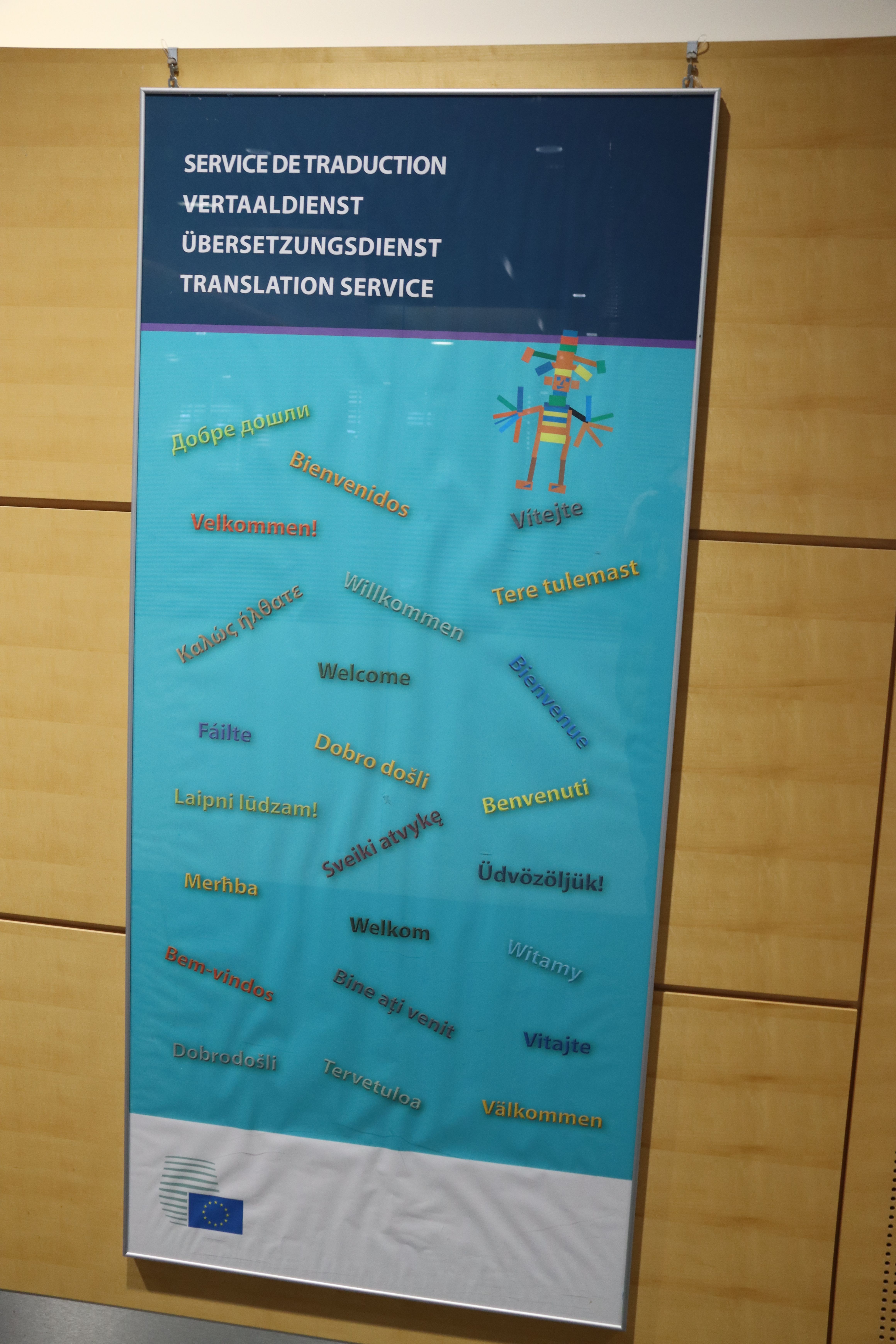
Übersetzungsdienst Rat der Europäischen Union

Als Übersetzungsdienstleister bezeichnet man Unternehmen oder freiberufliche Übersetzer, die auftragsbezogen Übersetzungen von Texten in eine andere Sprache durchführen. Eine andere Bezeichnung für Unternehmen, die Übersetzungs- und Dolmetscherdienste anbieten, ist Sprachdienstleister (LSP von engl. Language Service Provider).

## Anbietertypen
Grundsätzlich kann zwischen drei Typen von Anbietern unterschieden werden:
- Freiberufliche Übersetzer: Freiberufliche Übersetzer arbeiten vorwiegend allein oder in kleinen Gruppen
- Übersetzungsagenturen: Übersetzungsagenturen nehmen von Auftraggebern Übersetzungsaufträge an und geben diese an externe freiberufliche Übersetzer weiter.
- Übersetzungsbüros: Übersetzungsbüros nehmen von Auftraggebern Übersetzungsaufträge an und führen diese mit festangestellten oder freiberuflichen Übersetzern durch.

Die Grenze in der Definition zwischen Übersetzungsagenturen und Übersetzungsbüros ist fließend, da meistens auch Übersetzungsbüros mit externen freiberuflichen Übersetzern zusammenarbeiten.

## Aufgaben
Zu den Aufgaben eines Übersetzungsdienstleisters gehören unter anderem:
- Übersetzung gemäß Dienstleistungsspezifikation
- Lektorat
- Verwaltung, Bewertung und Gruppierung von freiberuflichen Übersetzern (nur Agentur/Büro)
- Qualitätsmanagement
- DTP-Bearbeitung der angefertigten Übersetzungen (automatisiert/manuell)
- Projektbezogene Verwaltung
- Sicherung des Datentransfers
- Formatierung und Konvertierung
- Sichtung und Bewertung der Ausgangstexte
- Analyse der Ausgangstexte und Erstellen von Angeboten auf der Basis von Wort- oder Normzeilenpreisen
- Aufbau und Pflege von Übersetzungsspeichern und Terminologiedatenbanken

Als erweiterte Form der Übersetzung ist die Lokalisierung von Dokumenten zu sehen. Hierbei wird nicht nur ein Text in eine andere Sprache übersetzt, sondern zusätzlich noch weitere Anpassungen für den Einsatz eines Dokumentes oder Produktes in einem anderen Kulturraum durchgeführt. Eine spezielle Form der Lokalisierung ist die Software-Lokalisierung.
Im Bereich der Übersetzung von Gebrauchstexten werden meistens CAT-Systeme zur Steigerung der Effizienz und Verbesserung der Konsistenz eingesetzt.
Wichtige Qualitätsgrundsätze für die Durchführung von Übersetzungen und der Zusammenarbeit von Auftraggeber und Auftragnehmer sind in der Europäischen Norm EN 15038 aufgeführt, die zum Jahreswechsel 2006/2007 in Deutschland die DIN-Norm DIN 2345 abgelöst hat.

## Führende Unternehmen
Gemäß Umsatz für das Jahr 2017 ist das US-Unternehmen Transperfect mit 615 Millionen US-Dollar (4.067 Mitarbeiter) der globale Marktführer vor den US-Konkurrenten Lionbridge mit 590 Millionen US-Dollar (6.300 Beschäftigte) und Languageline Solutions mit 451 Millionen US-Dollar (10.000 Mitarbeiter).